# Chrysuronia grayi
Chrysuronia grayi là một loài chim trong họ Trochilidae.